# Luigi Delneri
Luigi Delneri (Aquileia, 23 augustus 1950) is een Italiaans voetbalcoach.
Vanaf zomer 2000 trainde Delneri Chievo Verona, op dat moment uitkomend in de Italiaanse Serie B. In zijn eerste seizoen promoveerde Chievo direct naar de Serie A. Terwijl de doelstelling aan het begin van het daaropvolgende seizoen handhaving op het hoogste niveau was, bleek Chievo aan het eind van het seizoen zo hoog op de ranglijst te staan dat het UEFA-Cup mocht spelen.
In de zomer van 2004 vertrok Delneri naar FC Porto. Bij de toenmalige winnaar van de Champions League moest hij de opvolger worden van de naar Chelsea FC vertrokken José Mourinho. Nog voor zijn officiële debuut stond Delneri weer op straat vanwege een meningsverschil met het bestuur. In oktober tekende hij bij AS Roma om de vertrokken Rudi Völler op te volgen. In maart 2005 vertrok hij weer.
Vanaf de zomer van 2005 was hij werkzaam bij Palermo. Hier werd hij op 28 januari 2006 ontslagen. In het seizoen 2006-2007 was hij coach van Chievo Verona. Ook hier bleef hij één seizoen. Van 2007 tot 2009 was Delneri trainer van Atalanta Bergamo.
Op 1 december 2015 werd Delnieri aangesteld als coach van Hellas Verona, op dat moment hekkensluiter in de Serie A. Hij volgde de ontslagen Andrea Mandorlini op. Het lukte Del Neri niet om Hellas van de laatste plaats af te krijgen, waarna hij aan het einde van het seizoen opstapte.